# Le Manifeste 2016-2019 : Ni dieu ni maître
Pour les articles homonymes, voir Ni Dieu ni maître.
Albums de Damien Saez
#humanité
(2018) Apocalypse
(2025)
Singles
1. S'ils ont eu raison de nous
Sortie : 17 décembre 2018
2. Germaine
Sortie : 13 octobre 2019
3. Mandela
Sortie : 13 octobre 2019
4. Jojo
Sortie : 13 octobre 2019

Le Manifeste 2016-2019 : Ni dieu ni maître (initialement nommé Le Dernier Disque puis À Dieu) est le douzième album studio de Damien Saez, paru le 22 novembre 2019. Il est le successeur de son précédent album #humanité, sorti le 30 novembre 2018. Il s'agit du quatrième et dernier album issu du projet artistique du Manifeste. Le premier extrait, S’ils ont eu raison de nous, est dévoilé le 17 décembre 2018, sur son site deux semaines seulement après la sortie de l’album précédent #humanité.
Il contient 39 morceaux en quatre disques. 15 d'entre eux sont déjà présents sur les trois albums précédents. 10 ont été publiés depuis l'annonce de l'album et 14 sont dévoilés le 20 novembre sur le site officiel de l'artiste. Un EP de 7 titres intitulé Libertaire sort le 15 novembre 2019 pour le premier anniversaire du mouvement des Gilets jaunes.
Cet album paraît au milieu de la tournée franco-belge du Manifeste. Il est le quatrième et dernier album issu du projet artistique Le Manifeste.

## Histoire de l'album
Deux albums sont annoncés en août 2016 pour l'automne de la même année. Le premier, L'Oiseau liberté, composé de deux disques, en décembre 2016 et Lulu, annoncé le 12 février 2017 comme un triple album.
L'annonce de la sortie de l'album est faite par l'artiste le 13 octobre 2019 au soir sur son site officiel. Trois morceaux accompagnent l'annonce, il s'agit de Germaine, Jojo et Mandela.
La sortie de l’album était initialement annoncée pour le 1er février 2019 sur le site officiel de Saez mais l’album ne sort pas à la date prévue et cela sans qu’aucune nouvelle ne soit donnée par l’artiste[source secondaire souhaitée].
Le 16 avril 2019, au lendemain de l'incendie qui ravage la cathédrale Notre-Dame, Saez publie une photo sur son site officiel dévoilant le contenu d'un disque intitulé Ma cathédrale[source secondaire souhaitée] contenant 9 titres. Cet événement donnera naissance au morceau La Dame en feu.
Le 13 octobre, 23 nouveaux titres sont dévoilés. Trois nouveaux extraits sont publiés : Germaine, Jojo et Mandela. Pour faire hommage à un an du mouvement des Gilets jaunes. Saez publie 7 titres de l’album sur son site officiel le 15 novembre 2019 en leur dédiant ces morceaux. Il s’agit des morceaux La Province, Libre, Liberté, Contestataire, Camarade président, Manu dans l'cul et L'Enfant de France. Manu dans l'cul est offert en téléchargement gratuit.
Saez se produira pour la première fois à l'AccorHotels Arena de Paris le 3 décembre 2019 pour la promotion de l'album.
L'album est publié dans son intégralité le 20 novembre 2019 sur le site officiel de Saez.
Dans une entrevue en novembre 2019, Saez évoque la sortie prochaine de son treizième album composé de musique classique instrumentale orchestrale, l’album étant en cours de finalisation. Il s’agira finalement de deux double albums qui seront joués et enregistrés sur scène en décembre 2022 à Paris et juillet 2023 à Nîmes pour donner naissance aux albums Mélancolie et La symphonie des siècles.

## Le titre et les pochettes
Initialement annoncé sous le nom de Le Dernier Disque en 2017, puis À dieu en 2018, le titre définitif Ni dieu ni maître (Le Manifeste 2016-2019 : Ni dieu ni maître dans sa forme longue) est finalement dévoilé le 13 octobre 2019. Ce titre fait référence à la devise anarchiste et révolutionnaire Ni dieu ni maître, signifiant tout refus au pouvoir et à toute autorité, thème prédominant de l'album à travers des morceaux comme Contestataire, ou Camarade président. Les quatre disques sont regroupés en deux sous parties, L'Humanité disque 1 et 2 et L'Humain disque 1 et 2[source secondaire souhaitée].

### Ni dieu ni maître
La pochette de L'Humanité est une photo noir et blanc représentant l'artiste, assis accoudé à une table dans la pénombre, simplement éclairé d'une source lumineuse provenant du bas à droite de l'image. Il fume une cigarette de la main droite, portant une alliance, une chemise claire, unie et largement ouverte. Au-dessus est inscrit le titre Le Manifeste 2016-2019, centré en lettres capitales blanches. Tout semble faire largement référence aux portraits les plus connus de Serge Gainsbourg qui portait de la même manière, la cigarette, la bague et la chemise ouverte,.
La pochette de L'Humain représente un portrait de l'artiste, cheveux et barbe longue dans les tons noir et blanc très contrastés.

### Libertaire
La pochette de l'EP Libertaire paru le 15 novembre représente Saez vêtu d'un kangourou noir dissimulant son visage et un jean, se donnant à un riff de guitare électrique. Il semble être accompagné d'un chien, assis devant lui sur la gauche[source secondaire souhaitée].

## Libertaire (EP)
L'EP Libertaire sort le 15 novembre 2019 à l'occasion du premier anniversaire des gilets jaunes. Il contient 7 titres extraits du quadruple album Ni dieu ni maître.
Toutes les chansons sont écrites et composées par Damien Saez.
| Disque 1 | Disque 1           | Disque 1 | Disque 1 | Disque 1 | Disque 1 | Disque 1 | Disque 1 | Disque 1 | Disque 1 |
| No       | Titre              | Durée    |          |          |          |          |          |          |          |
| -------- | ------------------ | -------- | -------- | -------- | -------- | -------- | -------- | -------- | -------- |
| 1.       | La province        | 4:33     |          |          |          |          |          |          |          |
| 2.       | Libre              | 5:52     |          |          |          |          |          |          |          |
| 3.       | Liberté            | 5:38     |          |          |          |          |          |          |          |
| 4.       | Contestataire      | 4:25     |          |          |          |          |          |          |          |
| 5.       | Camarade président | 4:14     |          |          |          |          |          |          |          |
| 6.       | Manu dans l'cul    | 7:11     |          |          |          |          |          |          |          |
| 7.       | L'Enfant de France | 5:52     |          |          |          |          |          |          |          |
| 37:35    |                    |          |          |          |          |          |          |          |          |

## L'album

### Sonorités
S'ils ont eu raison de nous, Jojo, Camarade président, Nonne ou Putain, La Dame en feu, Il s'endort et Mandela sont des morceaux chantés, au piano puis parfois accompagnés à la guitare. Mandela contient également un air d'instruments à cordes. Germaine et Contestataire sont des titres à la guitare et batterie. La Dame en feu se termine en musique religieuse chrétienne. Manu dans l'cul est un titre rythmé, à la guitare et la batterie. La mélodie est empruntée au morceau Le Petit Âne gris de Hugues Aufray à un tempo plus élevé,.

### Thèmes
L'album contient des thématiques multiples, alternants les chants révolutionnaires et les chants humanistes ou messages de tolérance[source secondaire souhaitée].
Manu dans l'cul et Camarade président sont des chants révolutionnaires adressés au Président Emmanuel Macron, un appel à la révolte et révolution. Saez évoque les manifestations des gilets jaunes. Il incarne un gilet jaune s'adressant au Président et fait référence au tag « Macron on veut ton cul », inscrit sur l'Arc de Triomphe lors de l'« Acte III » et la dégradation du monument le 1er décembre 2018.
Jojo est un hommage à Johnny Hallyday. Saez évoque les débuts de l'artiste, des passages de ses textes et lui rend hommage à travers plusieurs personnalités françaises comme Catherine Deneuve, Alain Delon, Jean Gabin, Jean-Luc Godard, Gérard Depardieu, Brigitte Bardot, Barbara, Jacques Brel...

### Manu dans l'cul
Manu dans l'cul est sortie le vendredi 15 novembre 2019 en téléchargement gratuit, à l’occasion de l’anniversaire du mouvement des Gilets jaunes (initié le 17 novembre 2018) . Elle figure ensuite sur l'album Ni dieu ni maître.

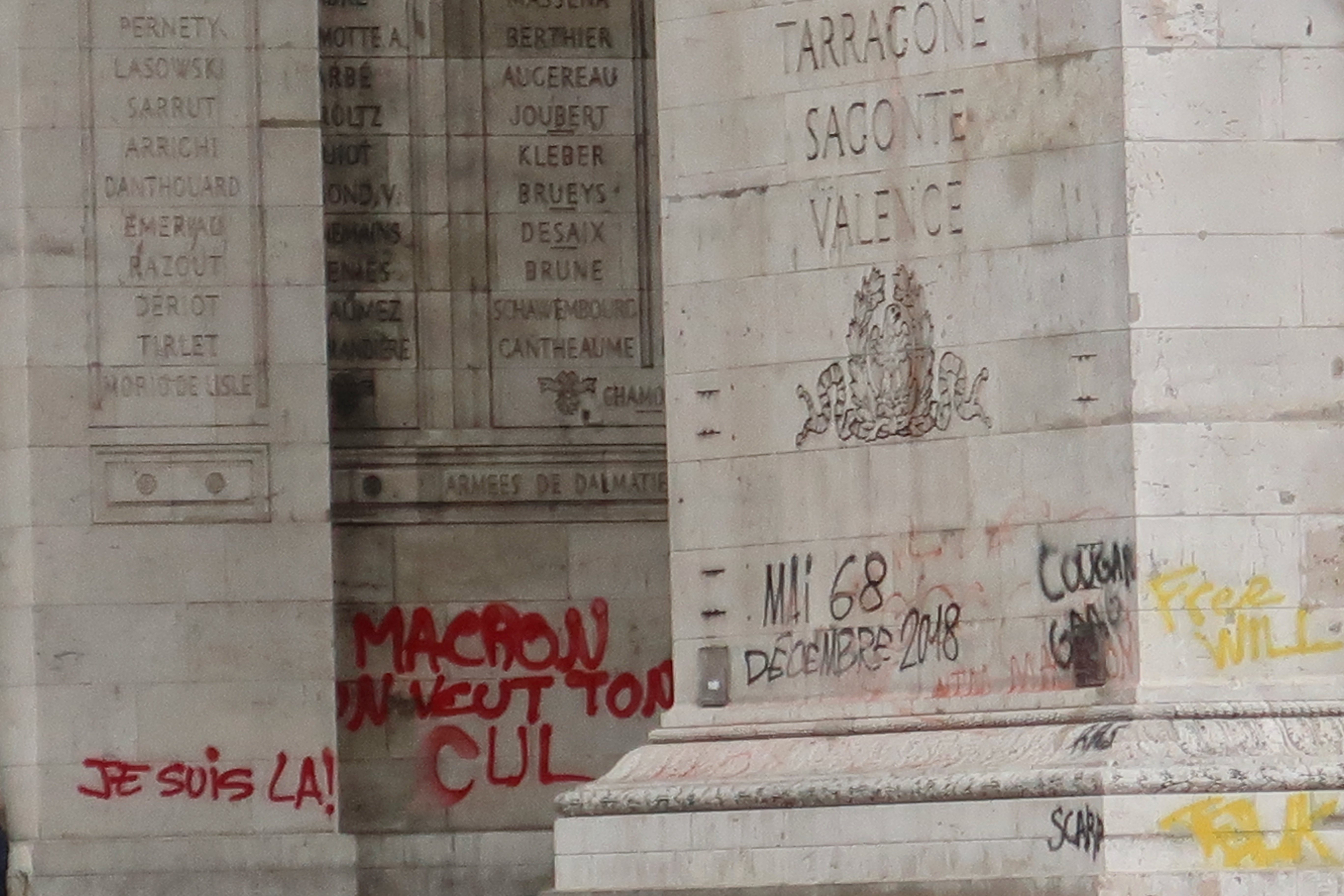
Tag "Macron on veut ton cul" sur l'Arc de triomphe

Manu dans l’cul est un chant révolutionnaire adressé au Président Emmanuel Macron (nommé Manu dans les paroles), un appel à la révolte et révolution. Saez évoque les manifestations des gilets jaunes. Il incarne un gilet jaune s'adressant au Président et fait référence au tag « Macron on veut ton cul », inscrit sur l'Arc de Triomphe lors de l'« Acte III » le 1er décembre 2018.
La mélodie est empruntée au morceau Le Petit Âne gris de Hugues Aufray à un tempo plus élevé,, et les paroles font allusion à la chanson Manu de Renaud ("Eh Manu rentre chez toi").

### Liste des pistes
Toutes les chansons sont écrites et composées par Damien Saez.
| L'Humanité - Disque 1 | L'Humanité - Disque 1 | L'Humanité - Disque 1 | L'Humanité - Disque 1 | L'Humanité - Disque 1 | L'Humanité - Disque 1 | L'Humanité - Disque 1 | L'Humanité - Disque 1 | L'Humanité - Disque 1 | L'Humanité - Disque 1 |
| No                    | Titre                 | Durée                 |                       |                       |                       |                       |                       |                       |                       |
| --------------------- | --------------------- | --------------------- | --------------------- | --------------------- | --------------------- | --------------------- | --------------------- | --------------------- | --------------------- |
| 1.                    | Humanité              | 7:28                  |                       |                       |                       |                       |                       |                       |                       |
| 2.                    | Mon européenne        | 5:33                  |                       |                       |                       |                       |                       |                       |                       |
| 3.                    | Je suis               | 4:54                  |                       |                       |                       |                       |                       |                       |                       |
| 4.                    | Mon terroriste        | 5:19                  |                       |                       |                       |                       |                       |                       |                       |
| 5.                    | Manu dans l'cul       | 7:11                  |                       |                       |                       |                       |                       |                       |                       |
| 6.                    | J'envoie              | 5:04                  |                       |                       |                       |                       |                       |                       |                       |
| 7.                    | P'tite pute           | 4:27                  |                       |                       |                       |                       |                       |                       |                       |
| 8.                    | Camarade président    | 4:14                  |                       |                       |                       |                       |                       |                       |                       |
| 44:10                 |                       |                       |                       |                       |                       |                       |                       |                       |                       |

Toutes les chansons sont écrites et composées par Damien Saez.
| L'Humanité - Disque 2 | L'Humanité - Disque 2           | L'Humanité - Disque 2 | L'Humanité - Disque 2 | L'Humanité - Disque 2 | L'Humanité - Disque 2 | L'Humanité - Disque 2 | L'Humanité - Disque 2 | L'Humanité - Disque 2 | L'Humanité - Disque 2 |
| No                    | Titre                           | Durée                 |                       |                       |                       |                       |                       |                       |                       |
| --------------------- | ------------------------------- | --------------------- | --------------------- | --------------------- | --------------------- | --------------------- | --------------------- | --------------------- | --------------------- |
| 1.                    | Libre                           | 5:52                  |                       |                       |                       |                       |                       |                       |                       |
| 2.                    | Liberté                         | 5:38                  |                       |                       |                       |                       |                       |                       |                       |
| 3.                    | Contestataire                   | 4:25                  |                       |                       |                       |                       |                       |                       |                       |
| 4.                    | L'Enfant de France              | 5:52                  |                       |                       |                       |                       |                       |                       |                       |
| 5.                    | Burqa                           | 3:31                  |                       |                       |                       |                       |                       |                       |                       |
| 6.                    | Ma religieuse                   | 4:18                  |                       |                       |                       |                       |                       |                       |                       |
| 7.                    | Nonne ou Putain                 | 5:59                  |                       |                       |                       |                       |                       |                       |                       |
| 8.                    | Les Enfants paradis             | 4:31                  |                       |                       |                       |                       |                       |                       |                       |
| 9.                    | La Dame en feu (version longue) | 8:15                  |                       |                       |                       |                       |                       |                       |                       |
| 10.                   | Tous les gamins du monde        | 5:43                  |                       |                       |                       |                       |                       |                       |                       |
| 54:04                 |                                 |                       |                       |                       |                       |                       |                       |                       |                       |

Toutes les chansons sont écrites et composées par Damien Saez.
| L'Humain - Disque 1 | L'Humain - Disque 1 | L'Humain - Disque 1 | L'Humain - Disque 1 | L'Humain - Disque 1 | L'Humain - Disque 1 | L'Humain - Disque 1 | L'Humain - Disque 1 | L'Humain - Disque 1 | L'Humain - Disque 1 |
| No                  | Titre               | Durée               |                     |                     |                     |                     |                     |                     |                     |
| ------------------- | ------------------- | ------------------- | ------------------- | ------------------- | ------------------- | ------------------- | ------------------- | ------------------- | ------------------- |
| 1.                  | La Province         | 4:33                |                     |                     |                     |                     |                     |                     |                     |
| 2.                  | Ma populaire        | 5:56                |                     |                     |                     |                     |                     |                     |                     |
| 3.                  | Germaine            | 6:26                |                     |                     |                     |                     |                     |                     |                     |
| 4.                  | À tes côtés         | 5:47                |                     |                     |                     |                     |                     |                     |                     |
| 5.                  | Bonnie              | 4:22                |                     |                     |                     |                     |                     |                     |                     |
| 6.                  | Lulu                | 7:13                |                     |                     |                     |                     |                     |                     |                     |
| 7.                  | Ma vieille          | 7:05                |                     |                     |                     |                     |                     |                     |                     |
| 8.                  | Jojo                | 4:43                |                     |                     |                     |                     |                     |                     |                     |
| 9.                  | Ma gueule           | 3:46                |                     |                     |                     |                     |                     |                     |                     |
| 10.                 | Il s'endort         | 7:10                |                     |                     |                     |                     |                     |                     |                     |
| 59:01               |                     |                     |                     |                     |                     |                     |                     |                     |                     |

Toutes les chansons sont écrites et composées par Damien Saez.
| L'Humain - Disque 2 | L'Humain - Disque 2          | L'Humain - Disque 2 | L'Humain - Disque 2 | L'Humain - Disque 2 | L'Humain - Disque 2 | L'Humain - Disque 2 | L'Humain - Disque 2 | L'Humain - Disque 2 | L'Humain - Disque 2 |
| No                  | Titre                        | Durée               |                     |                     |                     |                     |                     |                     |                     |
| ------------------- | ---------------------------- | ------------------- | ------------------- | ------------------- | ------------------- | ------------------- | ------------------- | ------------------- | ------------------- |
| 1.                  | Mohamed                      | 8:32                |                     |                     |                     |                     |                     |                     |                     |
| 2.                  | Mandela                      | 4:25                |                     |                     |                     |                     |                     |                     |                     |
| 3.                  | La Maria                     | 7:31                |                     |                     |                     |                     |                     |                     |                     |
| 4.                  | Petrushka                    | 6:44                |                     |                     |                     |                     |                     |                     |                     |
| 5.                  | Ma magnifique                | 4:35                |                     |                     |                     |                     |                     |                     |                     |
| 6.                  | Anatoline                    | 7:25                |                     |                     |                     |                     |                     |                     |                     |
| 7.                  | Notre-Dame mélancolie        | 7:20                |                     |                     |                     |                     |                     |                     |                     |
| 8.                  | La Dame en feu               | 6:29                |                     |                     |                     |                     |                     |                     |                     |
| 9.                  | Thème introduction à l'œuvre | 6:21                |                     |                     |                     |                     |                     |                     |                     |
| 10.                 | S'ils ont eu raison de nous  | 7:24                |                     |                     |                     |                     |                     |                     |                     |
| 11.                 | L'Humaniste                  | 4:19                |                     |                     |                     |                     |                     |                     |                     |
| 1:10:34             |                              |                     |                     |                     |                     |                     |                     |                     |                     |

## Le Manifeste: Edition Limitée (Coffret)
Le 1er novembre 2021, Saez annonce la sortie coffret en édition limité de son projet du Manifeste pour le 3 décembre 2021. Ce coffret contient 9 disques et un recueil de 160 pages.